# Џермејн Грир
Џермејн Грир (енгл. Germaine Greer; Мелбурн, 29. јануар 1939) је аустралијски академик, писац и водитељ, често навођена као један од најзначајнијих феминистичких гласова XX века.
Професор је енглеске књижевности на универзитету у Ворику, Енглеска, и аутор неколико прослављених књига. Њен „Женски евнух“ постао је интернационални бестселер када је објављен 1970, претварајући Грирову преко ноћи у одомаћено име, доносећи јој и похвале и критике. Њене идеје су стварале контроверзе од тада па надаље.
"Њен ум нас провоцира као ни један други“, написала је њен биограф Кристина Волас и Сиднеј Морнинг Хералду (Sydney Morning Herald), „али само из погрешних побуда“.

## Књижевни рад
- Женски евнух ("The female eunuch") - 190 издања
- Трка са препрекама: богатство жена сликара и њихов рад ("The obstacle race : the fortunes of women painters and their work") - 35 издања
- Секс и судбина: политика људске плодности ("Sex and destiny : the politics of human fertility") - 39 издања
- Промена: жене, старење и менопауза ("The change : women, aging, and the menopause")- 16 издања
- Шекспир ("Shakespeare") - 46 издања
- Потпуна жена ("The whole woman") - 48 издања
- Шекспирова жена ("Shakespeare's wife") - 19 издања
- Кембриџ водич за женско писање на енглеском језику ("The Cambridge guide to women's writing in English") - 18 издања
- Џон Вилмот, Ерл од Рочестера ("John Wilmot, Earl of Rochester") - 8 издања[3]